# Cyrian Ravet
Cyrian Ravet, född 5 september 2002, är en fransk taekwondoutövare.

## Karriär
I december 2020 tog Ravet guld i 58 kg-klassen vid EM i olympiska viktklasser i Sarajevo efter att ha besegrat serbiske Novak Stanić i finalen. I april 2021 tog han guld i 58 kg-klassen vid EM i Sofia efter att ha besegrat spanske Adrián Vicente i finalen.
I maj 2022 försvarade Ravet sitt EM-guld i 58 kg-klassen vid EM i Manchester genom att besegra irländske Jack Woolley i finalen. I september 2022 vann han 58 kg-klassen vid Grand Prix i Paris efter att ha besegrat tunisiske Mohamed Khalil Jendoubi i finalen.
I juni 2023 tog Ravet brons i 58 kg-klassen vid europeiska spelen i Kraków-Małopolska. Vid OS 2024 i Paris tog han brons i 58 kg-klassen.